# Черната лястовица
„Черната лястовица“ е български филм от 1996 на режисьора Георги Дюлгеров.

## Сюжет
Българските цигани живеят на кръстопътя между Ориента и Европа, между първичното и цивилизацията. Четири съдби се сблъскват на този кръстопът: на Магдалена, която се опитва да избяга от родовата орисия; на Каньо, който нарушава вековните цигански традиции от любов към Магдалена; на полудивия Халибрямов, който не знае езика на хората, но разбира езика на животните и в когото Магдалена се влюбва; на учителя на Халибрямов – българина Лилянов, който от пророк на всеобщото човешко разбирателство се превръща в гонител на циганите. Този омагьосан кръг може да бъде разкъсан само с магия.

## Актьорски състав
- Любов Любчева – Магдалена
- Цветан Алексиев – Халибриамов
- Георги Богданов – Каньо
- Ивайло Христов – Лилянин
- Илиян Балинов – Бащата на Каньо
- Арчибалд Декис – Арчибалд
- Елица Дюлгерова – Продавачка в бутик
- Александър Смолянов – Ефрейторът
- Симеон Тачев – Мухльото
- Валентин Въчев
- Илиян Христов
- Петър Дочев
- Иванка Тенчева
- Любомир Върбанов
- Свиден Ковачев
- Стоян Димитров
- Васил Христов
- Ралчо Инджов
- Елица Дюлгерова
- Атанаска Димитрова
- Димитър Тенчев
- Йорданка Христова

## Награди
- Награда за най-добра режисура и Диплом за актрисата Любов Любчева на фестивала „Златна роза“ във Варна, 1996.
- Голямата награда на Международния филмов фестивал „Златен орел“ в Батуми, Грузия, септември 1997.
- Награда на журито на младите европейци от 15-и Международен филмов фестивал в Монс, Белгия, 1999
- Награда за сценография – Анастас Янакиев
- С „Черната лястовица“ се открива фестивалът в Манхайм-Хайделберг през октомври 1997.